# 林萃路
40°00′44″N 116°22′29″E / 40.0122535°N 116.3747698°E
林萃路是北京市朝阳区的一条道路，南起大屯路，北至清河，是一条城市主干路，设双向六车道，路中间设有宽6米的隔离带，机动车道和非机动车道之间也有隔离带。跨清河后的延长线分别称为黑泉路、建材城中路、科星路，下穿双沙铁路，直至昌平区回龙观文化居住区北侧的回南北路（龙锦一街），自回南北路（龙锦一街）向北至定泗路的延长段称为黄平西路。规划中的自定泗路向北至崔村镇的延长线称为崔阿路，全长约11.7公里。
路东侧有奥林匹克森林公园、国家网球中心和奥运村。
林萃路上规划有快速公交线路。

## 历史

### 科星路隧道
科星路（林萃路北延）下穿国铁箱涵已于2020年1月8日上午8时顺利顶进就位，下穿北京地铁13号线箱涵于2020年1月22日至1月29日进行为期8天的顶进施工。该隧道已建成通车，正式命名为科星路隧道。